# Brana Dhauliganga
Brana i Hidroelektrana Dhauliganga je nasuta kameno-cementna brana na rijeci Dhauliganga, u blizini mjesta Dharchula, Uttarakhand (savezna država na sjeveru Indije), Indija, u blizini granice s Nepalom i Kinom (Tibet), oko 600 kilometara sjeveroistočno od New Delhija. S branom je povezana i Hidroelektrana Dhauliganga, koja ima instaliranu snagu 280 MW (4 vertikalne Francisove turbine).

## Slike
- Betonski uzvodni dio brane u gradnji.
- Brana Dhauliganga u gradnji.
- Podzemna strojarnica i 4 vertikalne Francisove turbine.
- Račva na donjem dijelu tlačnog cjevovoda.
- Okno dovodnog tunela.
- Zatvarač dovodnog tunela i čistač rešetke.
- Slapište na preljevu brane.
- Cilindrična vodna komora u gradnji.